# ATP Challenger Nottingham
Das ATP Challenger Nottingham (offizieller Name: Lexus Nottingham Open) ist ein von 2009 bis 2014 sowie ab 2017 stattfindendes Tennisturnier in Nottingham, Vereinigtes Königreich. Es ist Teil der ATP Challenger Tour und wird im Freien auf Rasen ausgetragen. Von 2009 bis 2014 war es zusammen mit dem eine Woche später stattfindenden zweiten Challenger-Turnier, der AEGON Nottingham Challenge, im Rahmen des Nottingham Tennis Festivals das einzige Rasenturnier auf der Challenger-Tour. Durch den frühen Zeitpunkt der Austragung begann es meist vor der eigentlichen Rasensaison der höherklassigen ATP-Turniere. Nachdem 2015 und 2016 ein Turnier in Nottingham im Rahmen der ATP World Tour 250 ausgetragen wurde, kehrte man 2017 wieder zurück auf die Challenger Tour.
Im Einzel gewann bisher niemand mehrmals. Im Doppel konnte der Lokalmatador Colin Fleming bereits zweimal gewinnen. Er siegte in den Jahren 2010 und 2011 mit jeweils unterschiedlichen Partnern.

## Liste der Sieger

### Einzel
| Jahr                         | Sieger            | Finalgegner        | Ergebnis        |
| ---------------------------- | ----------------- | ------------------ | --------------- |
| 2025                         | Marin Čilić       | Shintarō Mochizuki | 6:2, 6:3        |
| 2024                         | Jacob Fearnley    | Charles Broom      | 4:6, 6:4, 6:3   |
| 2023                         | Andy Murray       | Arthur Cazaux      | 6:4, 6:4        |
| 2022                         | Daniel Evans (2)  | Jordan Thompson    | 6:4, 6:4        |
| 2021                         | Frances Tiafoe    | Denis Kudla        | 6:1, 6:3        |
| 2020                         | abgesagt          | abgesagt           | abgesagt        |
| 2019                         | Daniel Evans (1)  | Jewgeni Donskoi    | 7:63, 6:3       |
| 2018                         | Alex de Minaur    | Daniel Evans       | 7:64, 7:5       |
| 2017                         | Dudi Sela         | Thomas Fabbiano    | 4:6, 6:4, 6:3   |
| 2015–2016: nicht ausgetragen |                   |                    |                 |
| 2014                         | Marcos Baghdatis  | Marinko Matosevic  | 6:4, 6:3        |
| 2013                         | Matthew Ebden     | Benjamin Becker    | 7:5, 4:6, 7:5   |
| 2012                         | Benjamin Becker   | Dmitri Tursunow    | 4:6, 6:1, 6:4   |
| 2011                         | Gilles Müller     | Matthias Bachinger | 7:64, 6:2       |
| 2010                         | Ričardas Berankis | Gō Soeda           | 6:4, 6:4        |
| 2009                         | Brendan Evans     | Ilija Bozoljac     | 6:74, 6:4, 7:64 |

### Doppel
| Jahr                         | Sieger                                     | Finalgegner                           | Ergebnis           |
| ---------------------------- | ------------------------------------------ | ------------------------------------- | ------------------ |
| 2025                         | Santiago González (2) Austin Krajicek      | Fernando Romboli John-Patrick Smith   | 7:62, 6:4          |
| 2024                         | John Peers (2) Marcus Willis               | Harold Mayot Luke Saville             | 6:1, 6:71, [10:7]  |
| 2023                         | Jacob Fearnley Johannus Monday             | Liam Broady Jonny O’Mara              | 6:3, 6:76, [10:7]  |
| 2022                         | Jonny O’Mara Ken Skupski (4)               | Julian Cash Henry Patten              | 3:6, 6:2, [16:14]  |
| 2021                         | Matt Reid Ken Skupski (3)                  | Matthew Ebden John-Patrick Smith      | 4:6, 7:5, [10:6]   |
| 2020                         | abgesagt                                   | abgesagt                              | abgesagt           |
| 2019                         | Santiago González (1) Aisam-ul-Haq Qureshi | Gong Maoxin Zhang Ze                  | 4:6, 7:65, [10:5]  |
| 2018                         | Frederik Nielsen Joe Salisbury             | Austin Krajicek Jeevan Nedunchezhiyan | 7:65, 6:1          |
| 2017                         | Ken Skupski (2) Neal Skupski               | Matt Reid John-Patrick Smith          | 7:61, 2:6, [10:7]  |
| 2015–2016: nicht ausgetragen |                                            |                                       |                    |
| 2014                         | Chris Guccione Rajeev Ram                  | Colin Fleming André Sá                | 6:72, 6:2, [11:9]  |
| 2013                         | Jamie Murray John Peers (1)                | Ken Skupski Neal Skupski              | 6:2, 6:73, [10:6]  |
| 2012                         | Treat Huey Dominic Inglot                  | Jonathan Marray Frederik Nielsen      | 6:4, 6:79, [10:8]  |
| 2011                         | Colin Fleming (2) Ross Hutchins            | Dustin Brown Martin Emmrich           | 4:6, 7:66, [13:11] |
| 2010                         | Colin Fleming (1) Ken Skupski (1)          | Eric Butorac Scott Lipsky             | 7:63, 6:4          |
| 2009                         | Eric Butorac Scott Lipsky                  | Colin Fleming Ken Skupski             | 6:4, 6:4           |